# Björnbergstjärnen (Råneå socken, Norrbotten, 734768-176288)
Björnbergstjärnen är en sjö i Bodens kommun i Norrbotten och ingår i Råneälvens huvudavrinningsområde. Sjön har en area på 0,0861 kvadratkilometer och ligger 179 meter över havet. Sjön avvattnas av vattendraget Antbäcken.

## Delavrinningsområde
Björnbergstjärnen ingår i det delavrinningsområde (734562-176341) som SMHI kallar för Ovan Hummelträskbäcken. Medelhöjden är 118 meter över havet och ytan är 12,74 kvadratkilometer. Det finns inga avrinningsområden uppströms utan avrinningsområdet är högsta punkten. Antbäcken som avvattnar avrinningsområdet har biflödesordning 3, vilket innebär att vattnet flödar genom totalt 3 vattendrag innan det når havet efter 46 kilometer. Avrinningsområdet består mestadels av skog (84 procent). Avrinningsområdet har 0,39 kvadratkilometer vattenytor vilket ger det en sjöprocent på 3,1 procent.